# NGC 3841
NGC 3841 (również PGC 36469) – galaktyka soczewkowata (S0), znajdująca się w gwiazdozbiorze Lwa. Odkrył ją John Herschel 25 marca 1827 roku. Należy do gromady galaktyk Abell 1367.